# Litoria rubella
Litoria rubella – gatunek płaza bezogonowego z podrodziny Pelodryadinae w obrębie rodziny rzekotkowatych (Hylidae).

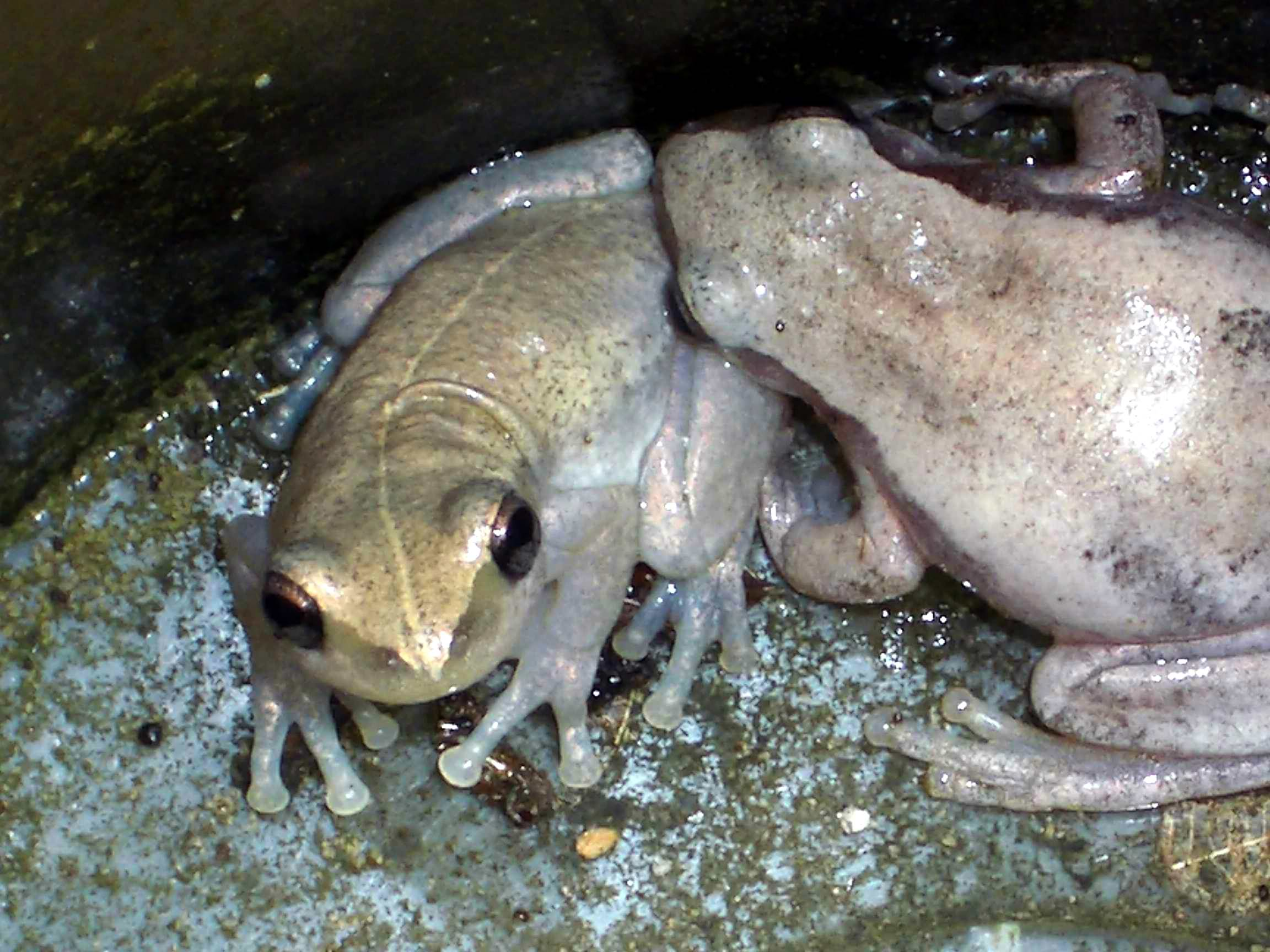
Litoria rubella sfotografowane w ogrodzie w stanie Queensland w Australii

## Występowanie
Płaz występuje głównie w Australii, gdzie jest szeroko rozprzestrzeniony, poza częścią południową; występuje też na niektórych wyspach położonych u północnych wybrzeży kontynentu. Spotyka się go także na południu Nowej Gwinei (zarówno w indonezyjskiej części wyspy, jak i tej należącej do Papui-Nowej Gwinei) oraz na Timorze (zarówno w części należącej do Indonezji, jak i w Timorze Wschodnim).
Zwierzę żyje na wysokości do 50 m n.p.m. na Nowej Gwinei oraz do 500 (być może nawet 1000) m n.p.m. w Australii. Zamieszkuje różnorodne środowiska, od pustyń do przybrzeżnych lasów, pojawia się także w ogrodach.

## Rozmnażanie
Rozmnaża się na terenach trawiastych nieopodal zbiorników wodnych w okresie po letnich deszczach. W takich warunkach usadawiają się samce i nawołują z poziomu gruntu. Jaja składane są w zbiorniku wody stojącej, klaster liczy sobie do 300 jaj.

## Status
W Czerwonej księdze gatunków zagrożonych IUCN gatunek ten od 2004 roku zaliczany jest do kategorii najmniejszej troski (LC, ang. Least Concern).
W Australii, Indonezji i Papui-Nowej Gwinei zwierzę występuje pospolicie. IUCN nie posiada natomiast danych dotyczących liczebności zwierzęcia w Timorze Wschodnim. Sądzi się, że populacja gatunku jest stabilna, choć w części zasięgu zagraża mu utrata siedlisk spowodowana rozwojem osadnictwa i rolnictwa.